# Casa modernista (Almàssera)
La casa modernista se situa en la plaça Major d'Almàssera a l'Horta Nord, al País Valencià.
La façana està totalment decorada amb rajoles de la fàbrica Nolla de Meliana, que formen un mosaïc amb representacions de figures femenines dansant. A la part superior existix un fris amb angelots alternant amb gerres i mascarons amb lleons. L'edifici consta de planta i pis i comprèn dos habitatges simètrics les portes de les quals estan separades per la porta de l'escala d'accés al pis. Les finestres d'este estan emmarcades per sanefes de rajola marró. Sobre les portes d'accés es troben els monogrames dels propietaris (la família Llopis): J Ll y P Ll. En les reixes, tant de les finestres com dels porticons, hi ha ornaments amb figures de guerrers.